# Villbach
Villbach ist ein Weiler in der Gemeinde Jossgrund im Spessart. Er war früher Teil der ehemaligen Gemeinde Lettgenbrunn, welche 1974 mit der Gemeinde Jossatal, jetzt Jossgrund, im Rahmen der Gebietsreform in Hessen zusammengeschlossen wurde. Die weiteren Ortsteile der Gemeinde Jossgrund sind Pfaffenhausen, Oberndorf und Burgjoß.

## Geografie

### Geographische Lage
Der Weiler liegt am nördlichen Ausläufer des Mittelgebirges Spessart, unterhalb des Horstberges (541 m NHN), am Bächlein gleichen Namens. Gegenüber liegt die, Ruine Beilstein.

### Nachbargemeinden
| Bad Orb | Wegscheide                                  |              |
| Bieber  | Kompassrose, die auf Nachbargemeinden zeigt |              |
| Wiesen  | Flörsbach                                   | Lettgenbrunn |

### Verkehrsanbindung

#### Straße
Villbach liegt an der Landesstraße L 2905, die im Norden an die Wegscheide anbindet und im Süden zum Flörsbachtal, und weiter zu der bereits in Bayern liegenden Gemeinde Wiesen führt. Über die Kreisstraße K 891 bindet es an den benachbarten Ortsteil Lettgenbrunn (ca. 1 km) und über die K 890 an Bad Orb (ca. 8 km) an. Der nächste Autobahnanschluss ist (AS 45) Bad Orb-Wächtersbach an der A 66 (Frankfurt–Fulda).

#### Bahn
Der nächste Bahnhof befindet sich in Wächtersbach an der Bahnstrecke Fulda–Frankfurt. Vom Bahnhof Wächtersbach aus sichern Regionalverbindungen den Anschluss an die Verkehrsknotenpunkte Frankfurt (Main), Frankfurt (Main) Süd und Fulda. Der Regional-Express Fulda–Frankfurt (RE 50) verkehrt im Stundentakt, hinzu kommt die Regionalbahn Wächtersbach–Frankfurt (RB 51). Der Bahnhof ist behindertengerecht ausgebaut.

### Öffentlicher Nahverkehr
Ganzjährig verkehren die Buslinien 82 und 83, des KVG Main-Kinzig und schaffen öffentliche Verkehrsanschlüsse zu den andern Ortsteilen, den Nachbargemeinden und an die Kinzigtalbahn (Hessen) am Bahnhof Wächtersbach. Es gilt der Tarif des Rhein-Main-Verkehrsverbundes. Die Streckenführung von Villbach geht alternativ über die Ortsteile Lettgenbrunn – Pfaffenhausen – Oberndorf und Burgjoß nach Bad Orb – Aufenau – Wächtersbach oder direkt über Bad Orb – Aufenau – Wächtersbach.

## Geschichte

### Ortsname
Der Ortsname leitet sich ab von dem in der Nähe entspringenden Villbach, einem rechten Zufluss der Jossa. Der Name unterlag über die Jahrhunderte hinweg nur geringfügigen Veränderungen:
- Filbach (1313)
- Fielbach (1571)
- Vilbach (1632)
- Lettgenbrunn-Villbach (1928) [Gemeindebezeichnung]

### Mittelalter
Die Gründung des Dorfes wird mit der Burg Beilstein auf dem Basaltkegel des nahen Beilstein in Verbindung gebracht. Nachweislich vor 1313.

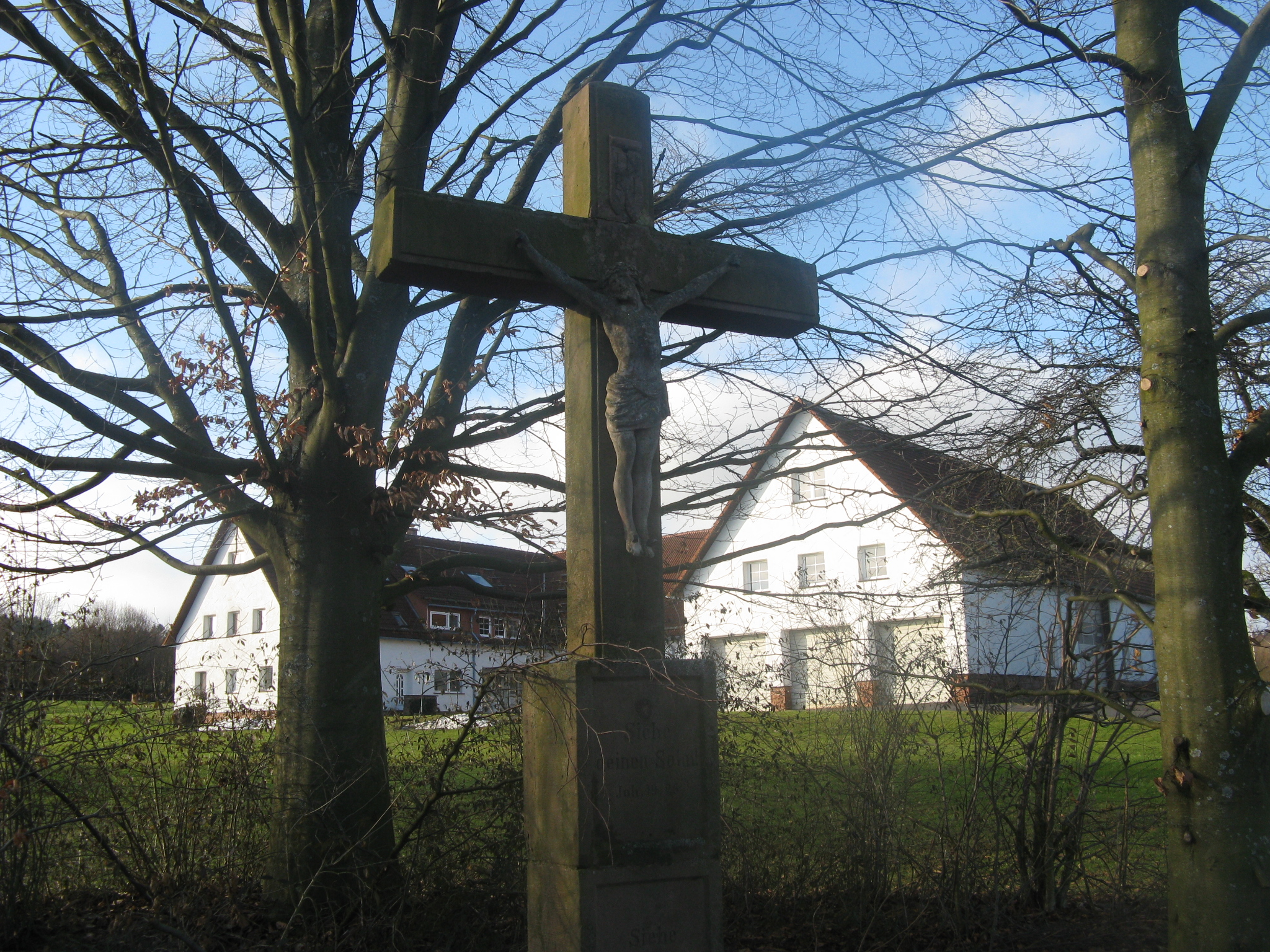
Lettgenbrunner Friedhofskreuz auf der Höhe von Villbach am Rande des Golfplatzes

Die höchstgelegene Stelle von Vielbach – heute befindet sich dort ein hufeisenförmiges weißes Gehöft – war im Mittelalter die erste Gerichtsstätte des Jossatals.

### Neuzeit
Zu Beginn der Neuzeit, 1571 wurde das Gericht nach Burgjoß und 1616 nach Orb verlegt. Auf der früheren Gerichtsstätte steht ein steinernes Kruzifix vom Lettgenbrunner Friedhof als einziges Überbleibsel des historischen Ortes. Denn die Bewohner mussten von 1912 bis 1920 dem Truppenübungsplatz Orb auf der Wegscheide weichen, der auch die Gemarkungen von Villbach und Lettgenbrunn umfasste. Nach einer Rückkehr in der Zwischenkriegszeit wurden die Bewohner 1935 wiederum abgesiedelt, weil der Truppenübungsplatz für die Wehrmacht reaktiviert wurde und das Dorf als Bombenabwurf-Übungsplatz für den Fliegerhorst Gelnhausen-Rothenbergen diente und so dem Erdboden gleichgemacht wurde.
Das heutige Villbach geht auf eine Neubesiedlung durch Flüchtlinge aus den ehemaligen deutschen Ostgebieten (Sudetenland, Schlesien, Ostpreußen) nach Kriegsende zurück.

## Villbach heute

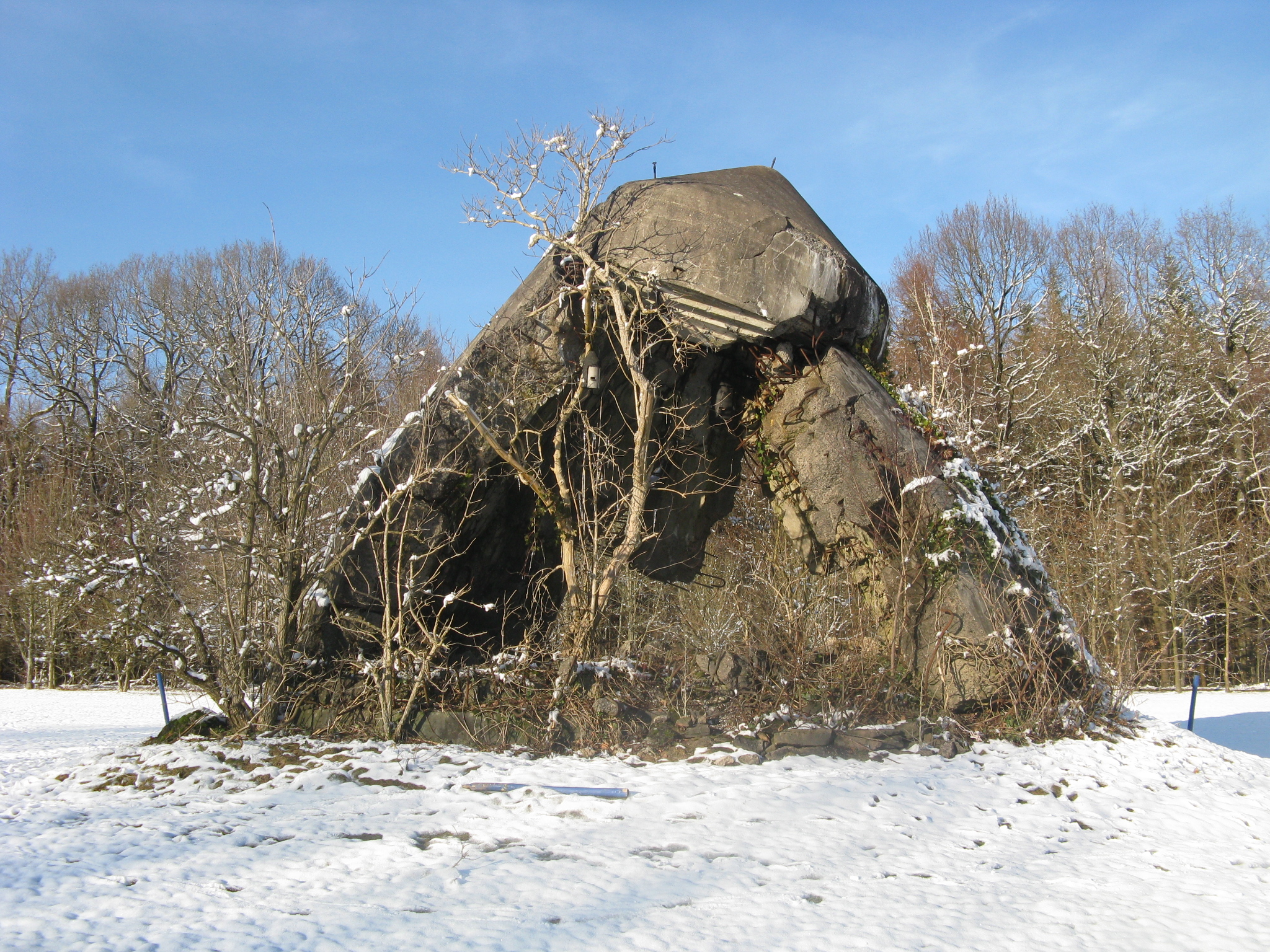
Gesprengter Bunkerturm am Golfplatz Bad Orb/Jossgrund

### Infrastruktur
Die gesamte Infrastruktur, vom kommunal getragenen Kindergarten, über die Freiwillige Feuerwehr, bis zu den Versammlungsorten mit Mehrzweckscheune, Sportheim und Wanderheim befinden sich im benachbarten Lettgenbrunn, die Gemeindeverwaltung in Oberndorf.

### Sport und freizeit

#### Golf
Teile des ehemaligen Bombenabwurfplatzes gehören heute zum 18-Loch-Golfplatz des Golfclubs Bad Orb/Jossgrund. Auf einen gesprengten Bunkerturm der ehemaligen Anlage, der noch an Loch 2 steht, wird durch ein Aussichtsfernrohr am Friedhofskreuz aufmerksam gemacht.

#### Tourismus

##### Der Villbach
Auf dem Golfplatz entspringt der Villbach, ein Zufluss der Jossa. Fälschlicherweise wird er gelegentlich für die Jossaquelle gehalten.

##### Radwandern

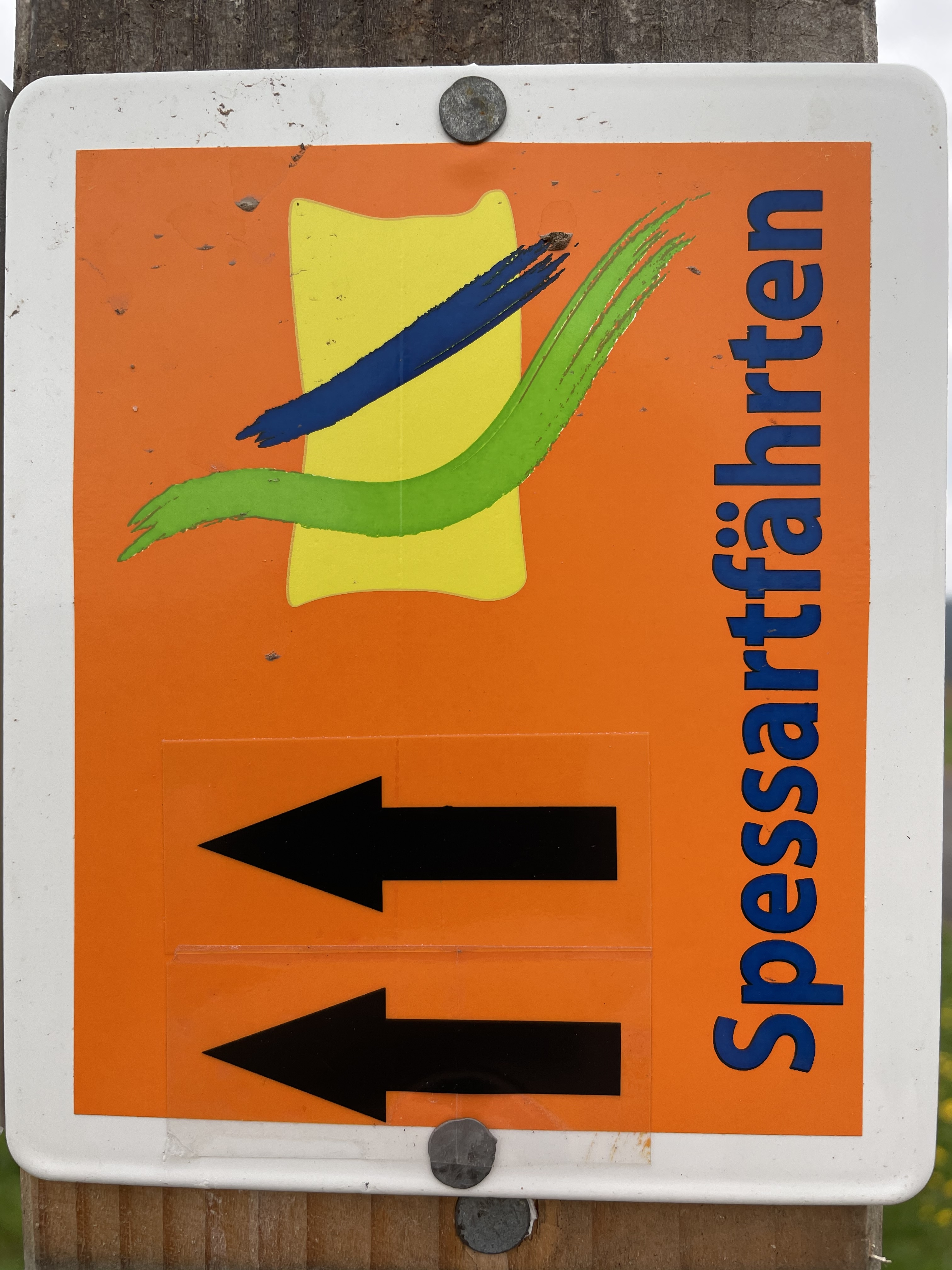
Logo der Spessartfährten

Der Weiler Villbach ist Ausgangspunkt des Europäischen Kulturradwegs Perlen der Jossa. Im Jossgrund war im Mittelalter die Flussperlmuschel verbreitet, deren Perlen wegen unzureichender Qualität jedoch nicht genutzt wurden. Der ca. 33 km lange Radwanderweg führt durch den Jossgrund, von der Quelle bis zur Mündung der Jossa in die Sinn und darüber hinaus bis Emmerichsthal. Er wurde zur Förderung des Tourismus im Spessart durch das „Archäologische Spessartprojekt“ angelegt, und mit 12 Infotafeln ausgestattet. Sie geben Hinweise zur Natur, wie zu kulturellen Spuren in dieser Region. Dazu zählen: Die Burgruine Beilstein, der Burgwiesenpark mit Kneippanlage und Minigolfanlage in Burgjoß, das historische Wasserwerk in Mernes, eine Spessarttöpferei in Marjoß und eine Glashütte in Emmerichsthal. Die Trasse deckt sich im Tal der Jossa mit der Hessischen Apfelwein- und Obstwiesenroute.

##### Wandern
Eine Verbindung auf einem abwechslungsreichen Wanderweg nach Lettgenbrunn und weiter bis an den Rand von Pfaffenhausen bringt die Spessartfährte „Junge Jossa Lettgenbrunn“. Der 12,4 km lange Rundwanderweg, bestreicht 265 Höhenmeter. Er ist einer von 9 Spessartfährten, die längs des Spessartbogens konzipiert wurden und die ein intensiveres Kennenlernen der Landschaft ermöglichen. Der Weg ist als leicht eingestuft.